# 黒川琴美
黒川 琴美（くろかわ ことみ、1967年11月27日 - ）は栃木県出身の日本の女子柔道家。現役時代は72kg級の選手。

## 人物
中学生の時に強化選手選考会の66kg超級で決勝まで進むが、茂原農業高校の鈴木洋子に敗れて2位だった。1983年に宇都宮工業高校へ進むと、環太平洋柔道選手権大会72kg級では3位となった。1984年には体重別選手権の72kg級決勝で沼津高校2年の佐々木光を破って優勝を飾り、世界選手権の代表に選出された。ウィーンで行われた世界選手権では2回戦でアメリカのベリンダ・ビンクリーに敗れた。1985年3月に東京の講道館で開催されたアジア選手権では優勝を飾った。5月に行われた強化選手選考会では3位だったが、10月の強化選手選考会では決勝で日本大学1年の田辺陽子を破って優勝を飾った。福岡国際では3位に入った。1986年に国士舘大学へ進学するが、この年から4年連続して体重別選手権の決勝で田辺に敗れて2位にとどまり続けた。1990年の体重別選手権では3位だった。引退後は結婚して長濱の姓になる。1997年に長女、2003年に次女、2008年に長男を出産。その後2011年に離婚し3人の子供と共に黒川の姓に戻る。

## 主な戦績
- 1983年　- 強化選手選考会　2位　66kg超級
- 1983年 -　環太平洋柔道選手権大会　3位
- 1984年　- 体重別選手権　優勝
- 1985年 -　アジア選手権　優勝
- 1985年　- 強化選手選考会　3位
- 1985年　- 体重別選手権　3位
- 1985年　- 強化選手選考会　優勝
- 1985年 -　福岡国際　3位
- 1986年　- 体重別選手権　2位
- 1987年　- 体重別選手権　2位
- 1988年　- 強化選手選考会　3位
- 1988年　- 正力杯　3位　61kg超級
- 1988年　- 体重別選手権　2位
- 1989年　- 体重別選手権　2位
- 1989年　- 正力杯　3位　61kg超級
- 1990年　- 体重別選手権　3位

(出典、JudoInside.com)